# ساویلیانو
ساویلیانو (به ایتالیایی: Savigliano) یک کومونه در ایتالیا است که در استان کونیو واقع شده‌است. ساویلیانو ۱۱۰ کیلومتر مربع مساحت و ۲۱٬۱۴۰ نفر جمعیت دارد و ۳۲۱ متر بالاتر از سطح دریا واقع شده‌است.

## خواهرخوانده
شهر مورمانو خواهرخواندهٔ ساویلیانو هست.